# Forges de Fraisans
Les Forges de Fraisans sont un site métallurgique industriel  qui eut un grand essor au XVIIIe siècle, sur les bords de la rivière Doubs, à Fraisans dans le département du Jura.

## Histoire
Les Forges de Fraisans sont citées dès 1365. 
Elles furent rebâties après 1670 et améliorées entre 1809 et 1847. La création en 1854 de la Société des Hauts-Fourneaux, Fonderies et Forges de Franche Comté en assura son apogée. Elle regroupait 22 établissements régionaux du Jura et du Doubs et faisait de Fraisans le centre de ses activités. Vers 1880, elle creuse une galerie à Ougney-Douvot pour exploiter une partie du bassin houiller keupérien de Haute-Saône.
Le minerai de fer fut d'abord extrait à Dampierre puis d'une mine ouverte en 1846 à Ougney. Le bois de chauffe provenait de la Forêt de Chaux.
Le XXe siècle voit le déclin de ces forges avec la fermeture des mines. La fermeture définitive du site de Fraisans date de 1936, un an après celle des forges de Rans.
Depuis 2013, le site, restauré, accueille le festival de reggae NoLogo.

## Réalisations principales
- le premier étage de la Tour Eiffel: « En 1887, 2200 tonnes de fer puddlé sont livrées à Paris pour la construction du premier étage de la tour Eiffel.»[1]p. 006 du dossier pdf.
- le Pont Alexandre-III à Paris. Celui-ci fut inauguré en 1900 ; il est réalisé en une arche unique de 107,50 m de long sur 40 m de large.
- la Gare de Lyon à Paris, et la Gare de Perrache à Lyon.

## Musée
Les anciennes forges de Fraisans abritent aujourd’hui un musée des forges permettant de mieux comprendre le travail des ouvriers et de leurs maîtres de forge.

Vestiges des Forges de Fraisans.
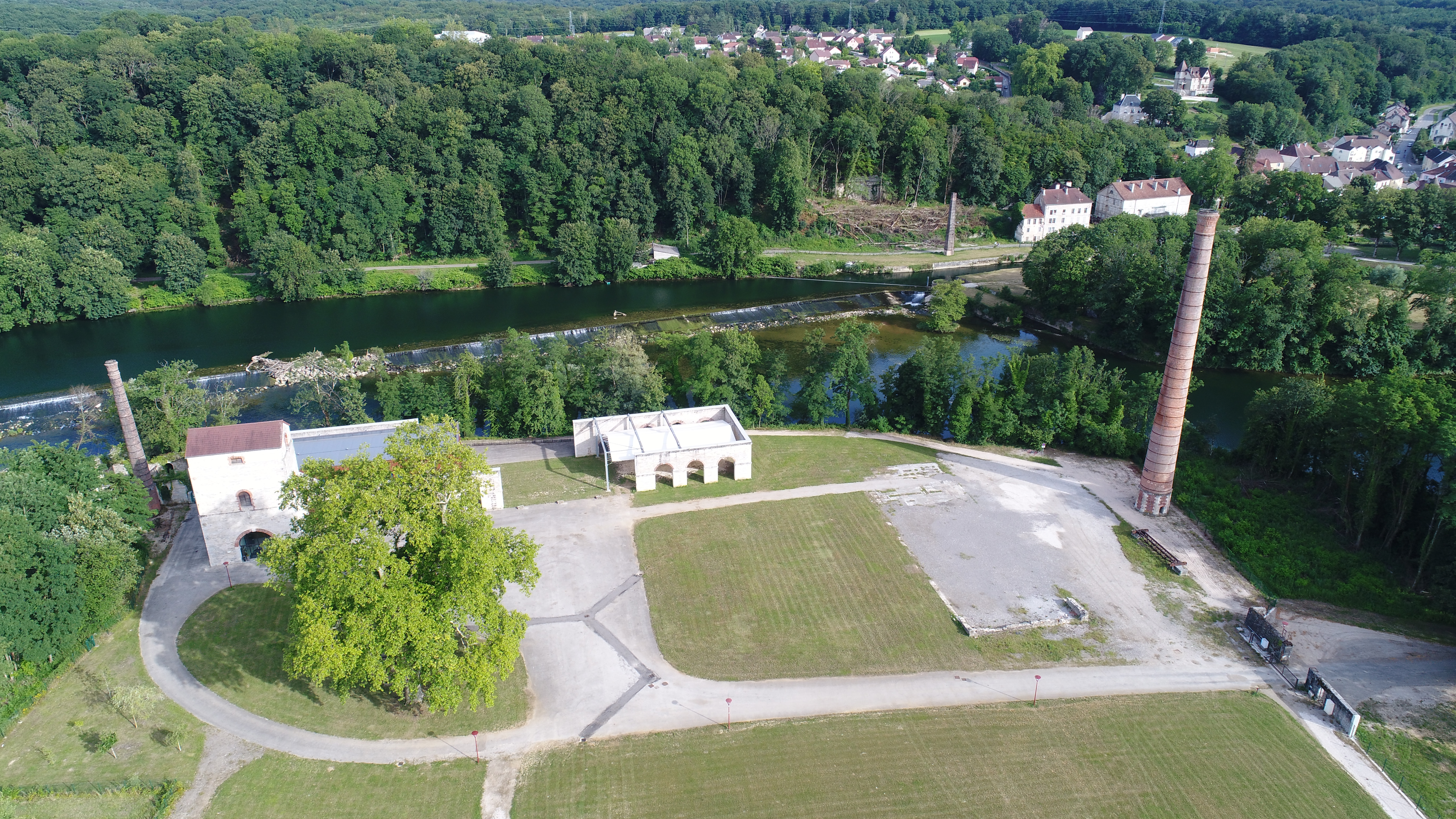
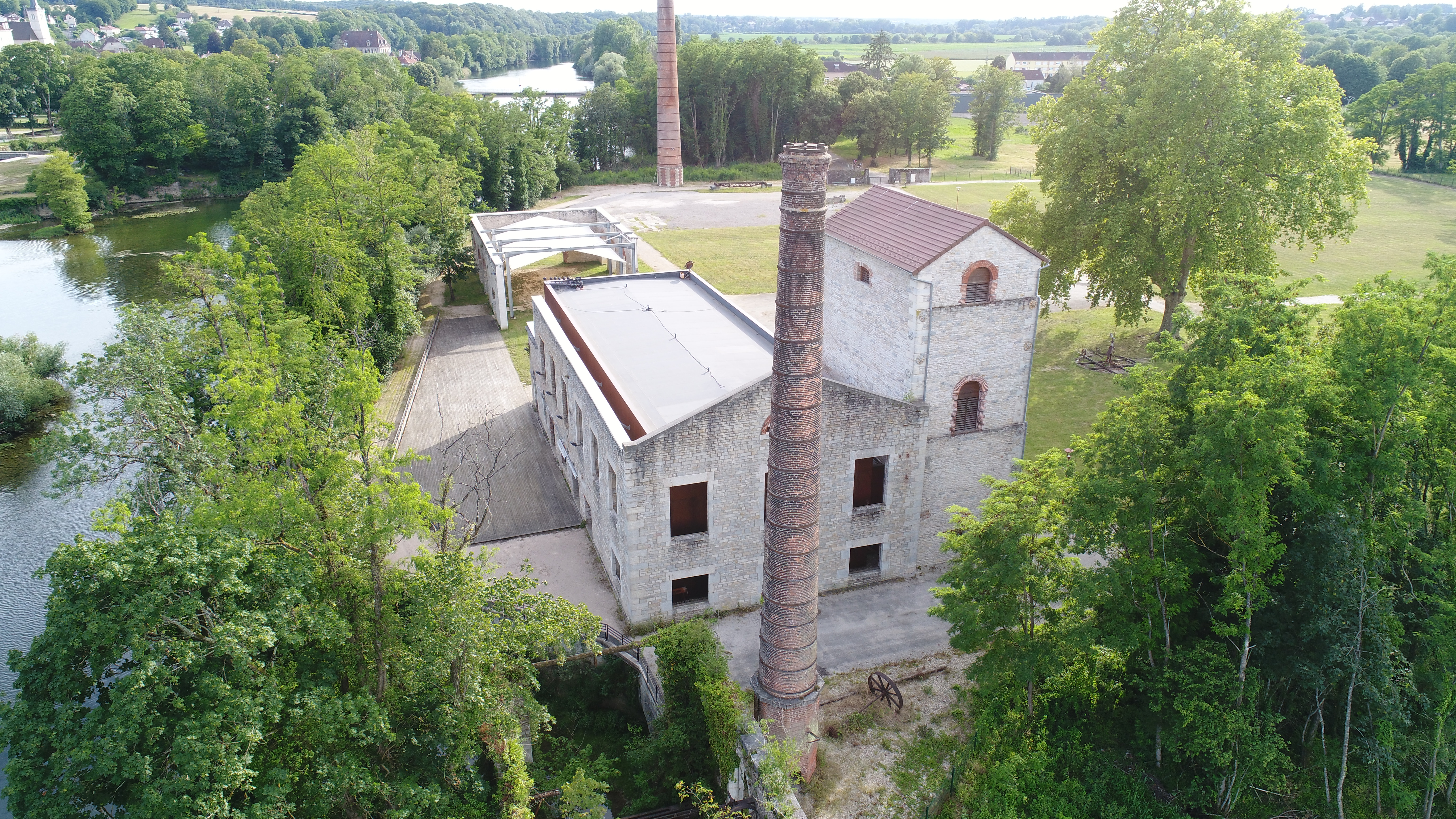
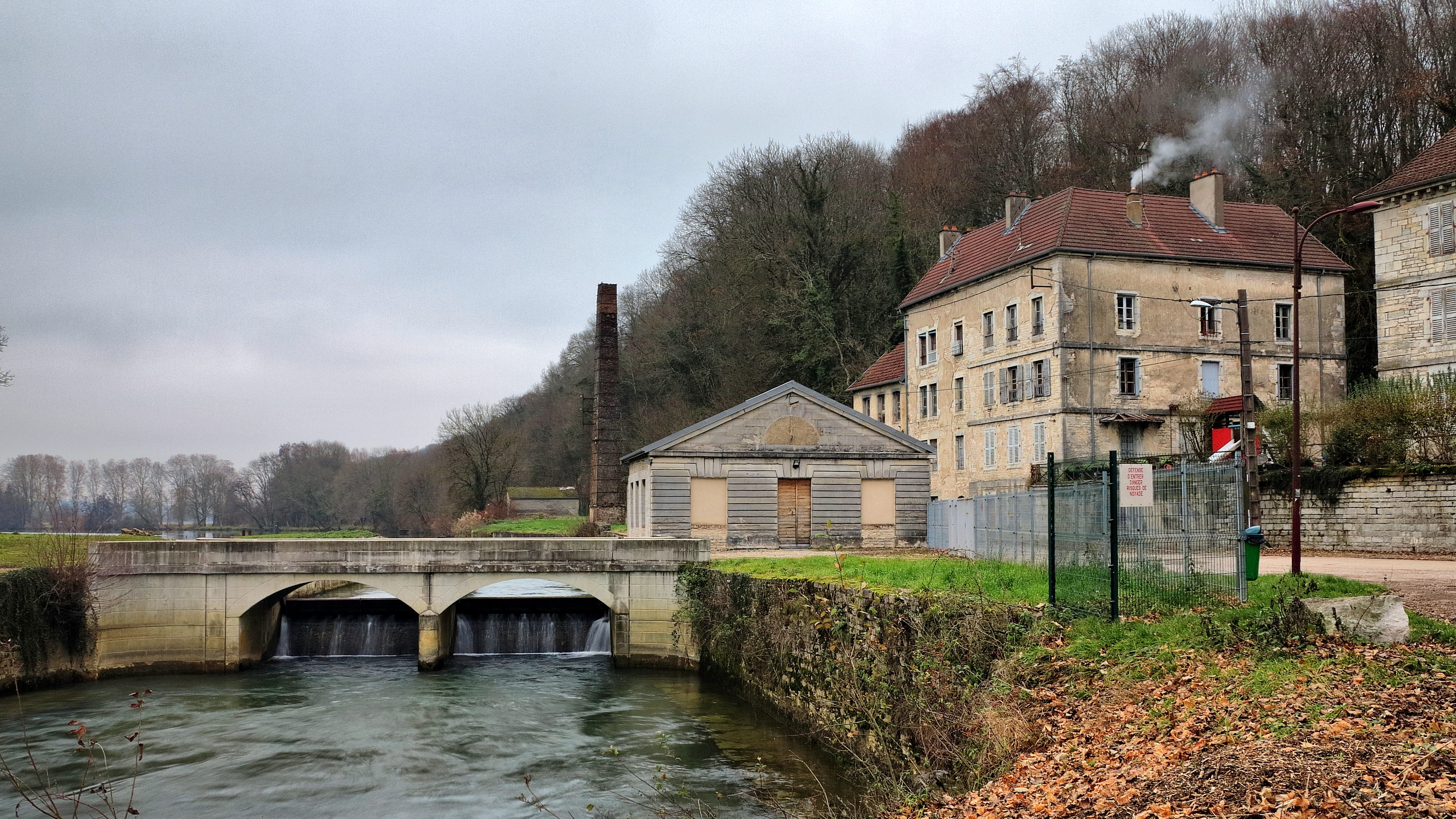
Les anciennes forges.